# Graceling
Graceling es una novela de fantasía y ciencia ficción, primera obra de la escritora Kristin Cashore. Narra la historia del viaje iniciático de una guerrera y el descubrimiento de sí misma. El libro obtuvo el reconocimiento como mejor libro del año 2008 por Publishers Weekly recibiendo numerosas críticas favorables. Aunque escrito con anterioridad, está situado temporalmente 30 años después del libro Fuego de la misma autora. 

## Argumento
Los gracelings (en español los agraciados o en gracia) son personas que nacen con un talento extremo, conocido como gracia. Las gracias varían totalmente ya sea del don de la lucha, esgrima, mentalistas hasta nadadores o simplemente hablar al revés. Son muy pocos y encontrarlos es bastante inusual, se les teme por ser diferentes y, a menudo son explotados por sus extraordinarias habilidades. Los nacidos con una gracia son llevados hasta el castillo del reino donde nacieron, y se los deja en los cuartos infantiles, donde son criados hasta que descubran su don y si es de utilidad para el rey, se queda totalmente a su servicio pero si no lo es, es devuelto a sus padres. Se les reconoce por el color diferente de cada uno de sus dos ojos.
Katsa, la protagonista, descubrió su gracia a la edad de ocho años a través de un accidente en que mató a su primo de un puñetazo en el rostro. Desde entonces es famosa dentro de los siete reinos por los actos de violencia que lleva a cabo en nombre de su tío, el rey Randa. Katsa trata de apaciguar su conciencia por todos los actos violentos que ha llevado a cabo; pero, en lugar de desafiar la autoridad de su tío sobre ella misma, construye una organización clandestina que promueve la justicia frente a la crueldad y el abuso de poder. Durante el curso de una misión secreta, ella conocerá a Po, otro combatiente en gracia y que será la primera persona en igualar sus habilidades. Formarán un vínculo entre los dos que le permite conocer y reconocerse tanto a ellos mismos como el reino en el que viven.

## Personajes
- Katsa: La protagonista principal, es sobrina del rey Randa de Terramedia. Su madre falleció de una enfermedad cuando era muy pequeña y su padre fue asesinado durante unas contiendas. Katsa se ha criado prácticamente sola, únicamente acompañada por su primo el príncipe Raffin, que le aconsejó que aprendiera a controlar su gracia, o su padre, el rey, no iba a permitirle seguir viéndola después del accidente con su primo. Por eso decidió hablar con Oll, capitán y jefe de espías, para que le ayudara a controlar su gracia, y desde ahí dio inicio a los entrenamientos de Katsa.
- Po (Príncipe Granemalion Verdeante): El séptimo hijo del rey Ror de Lenidia.
- Rey Leck: El antagonista principal, es el Rey de Monmar.
- Gramilla: Hija de Leck y Cinérea, tiene 10 años.
- Príncipe Raffin: El hijo del Rey Randa.
- Rey Randa: Tío de Katsa, padre del príncipe Raffin y Rey de Terramedia.
- Oll: Capitán y jefe de espías del rey Randa.
- Giddon: Un joven noble de Terramedia y miembro del Consejo.
- Capitana Faun: Una capitana de barco independiente de Lenidia.

## Adaptación cinematográfica
Se anunció el 25 de abril de 2013, que los derechos de la película habían sido adquiridos por Reliance Entertainment.

## Participación en premios
- Finalista de la American Library Association (ALA) William C. Morris YA Award
- Mejor libro para jóvenes de la American Library Association (ALA)
- Finalista de Cybils en la categoría de fantasía
- Finalista en el premio Andre Norton de ciencia ficción y fantasía para jóvenes
- Premio Indies Choice Book (mejor libro indie para jóvenes).[3]
- Premio de Southern Independent Booksellers Alliance 2009 al mejor libro para jóvenes.[4]

### Lista de premios
- 2008. Mejor libro del año 2008: Publishers Weekly[1]
- 2008. Mejor libro de 2008: School Library Journal[5]
- 2008. Lista de las 10 mejores novelas para jóvenes Booklist 2008[6]
- 2009. Lista Amelia Bloomer[7]

## Publicación del libro
En inglés
- 2008. Kristin Cashore, Graceling, Harcourt, Estados Unidos, ISBN 978-0-15-206396-2, 1 de octubre de 2008.

En español
- 2009. Kristin Cashore, Graceling, (Mila López Díaz-Guerra, trad.) Roca Editorial (Random House Mondadori), ISBN 978-84-92429-81-3[8]